# Cuspidaria arctica
Cuspidaria arctica is een tweekleppigensoort uit de familie van de Cuspidariidae. De wetenschappelijke naam van de soort werd in 1859 voor het eerst geldig gepubliceerd door Georg Ossian Sars.